# Vow (Garbage)
Vow è il singolo di debutto del gruppo alternative rock statunitense Garbage. È stato pubblicato nel 1995 estratto dal loro album d'esordio Garbage.

## Descrizione
Vow è stata scritta nel 1994 agli Smart Studios a Madison (Wisconsin). È stata una delle prime canzoni dei Garbage scritta in parte da Shirley Manson. Vow è dark e rancorosa, costruita sul riff della chitarra con un loop che dura fino alla fine, quando il riff lascia spazio alle parole.
Il chitarrista dei Garbage Duke Erikson non ricorda che strumenti stesse utilizzando quando ha inventato il loop, ma subito ha capito che era il suono giusto per la canzone. Il video della canzone è stato diretto da Samuel Bayer e messo in onda per la prima volta nel luglio 1995.

## Remix
Un remix di Vow chiamato Torn Apart, fatto dagli stessi Garbage, fu inciso sulla b-side del singolo, nelle sole versioni prodotte in Inghilterra e in USA. Un altro remix di Vow fu usato qualche anno più tardi in uno spot pubblicitario per Sky Sports del 1997.

## Tracce
- UK 7" vinile Discordant CORD001
- US CD-maxi Almo Sounds AMSDS-88000
- US cassetta Almo Sounds AMSCS-89000

1. "Vow" - 4:30
2. "Vow (Torn Apart)" - 5:09

- Europa CD Mushroom/BMG 74321 29596 2
- Sud Africa CD Mushroom/BMG CDBMGS(WS)901
- Australia CD White D1138
- Australia cassetta White C1138

1. "Vow" - 4:30
2. "Subhuman" - 4:36
3. "#1 Crush" - 4:52

## Classifiche
| Classifica (1995)         | Posizione massima |
| ------------------------- | ----------------- |
| Australia                 | 32                |
| Nuova Zelanda             | 41                |
| Stati Uniti               | 97                |
| Stati Uniti (alternative) | 26                |

## Date di pubblicazione
| Data rilascio  | Paese       | Casa discografica | Formato                 |
| -------------- | ----------- | ----------------- | ----------------------- |
| 20 marzo 1995  | Regno Unito | Discordant        | 7" vinile               |
| 20 giugno 1995 | Stati Uniti | Almo Sounds       | Musicassetta, CD single |
| 7 agosto 1995  | Australia   | White Records     | Musicassetta, CD single |